# القرو (الشاهل)

تعديل مصدري - تعديل

القرو هي إحدى قرى عزلة الامرور بمديرية الشاهل التابعة لمحافظة حجة، بلغ تعداد سكانها 341 نسمة حسب تعداد اليمن لعام 2004.